# Севєрний (Липецька область)
Севєрний (рос. Северный) — селище у Воловському районі Липецької області Російської Федерації.
Населення становить 36  осіб. Належить до муніципального утворення Липовська сільрада.

## Історія
У 1963-1965 роках у складі Тербунського району. Від 11 січня 1965 року — відновленого Воловського району.
Згідно із законом від 2 липня 2004 року №114-оз органом місцевого самоврядування є Липовська сільрада.

## Населення
| 2010 | 2012 |
| ---- | ---- |
| 39   | ↘36  |